# Vogel op pyloon

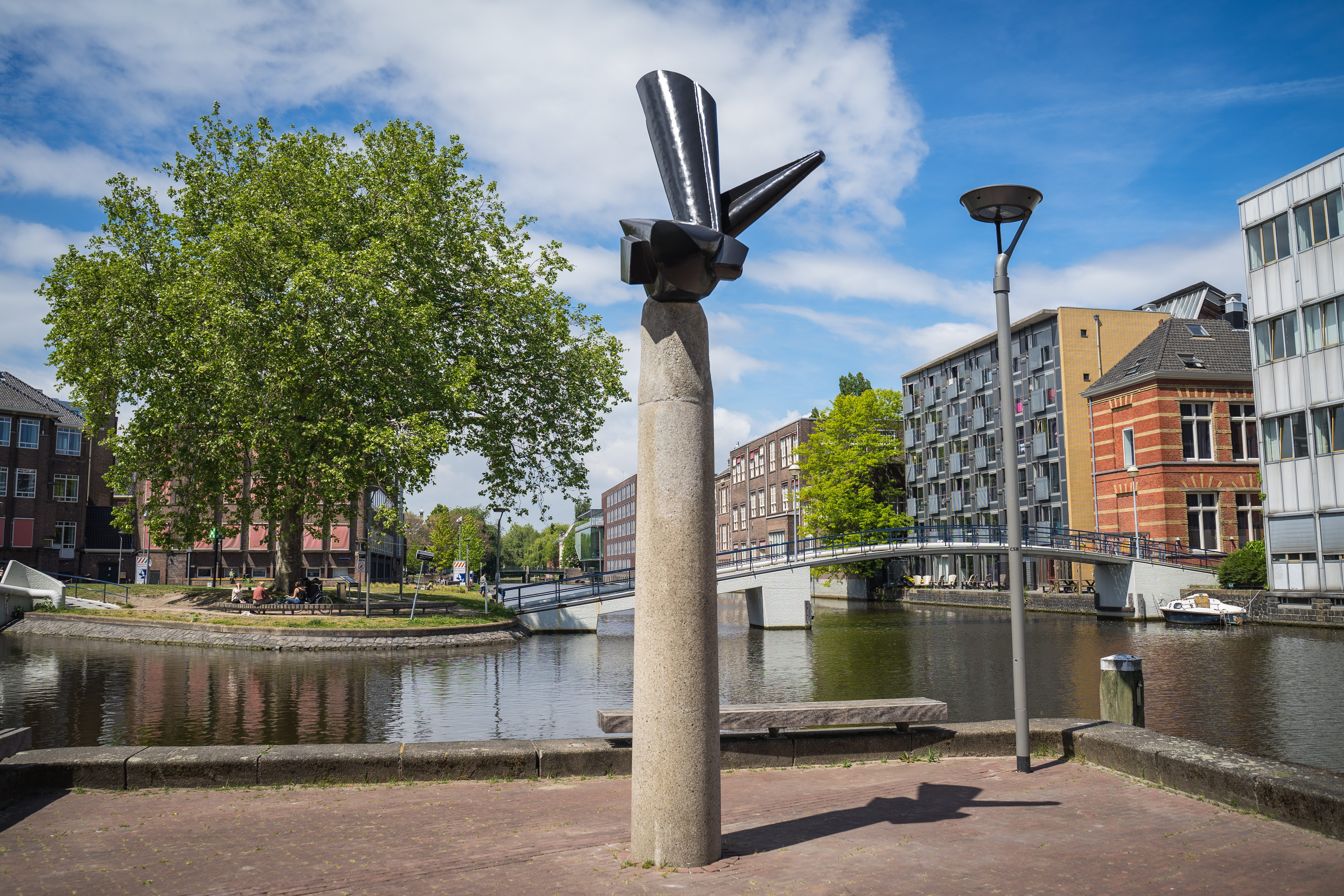
Vogel op pyloon na renovatie (mei 2020)

Vogel op pyloon is een kunstwerk in Amsterdam-Centrum.
Deze abstract vormgegeven vogel is het werk van Dolf Breetvelt. Hij werd ingeschakeld om een kunstwerk te leveren bij de herinrichting van de terreinen van de Universiteit van Amsterdam op en rondom het Roeterseiland rond 1968. Deze herinrichting vond plaats onder leiding van architect Norbert Gawronski, werkend voor de Dienst der Publieke Werken. Gawronski was bevriend met Breetvelt. Financiering kwam uit de zogenaamde 1%-regeling (1% van de bouwkosten kon aan kunst in de openbare ruimte worden uitgeven). Breetvelt kwam met een bronzen vogel op een betonnen sokkel/pyloon, de vogel lijkt zich in het stadium van of landen of wegvliegen te bevinden. 
Bij een herinrichting van de Roeterscampus rond 2015 maakte dochter Iris Breetvelt, psycholoog en onderzoeker bij het Kohnstamm Instituut van de Universiteit van Amsterdam, zich zorgen dat het beeld verloren zou gaan. Ze kreeg na lang aandringen het bericht van de UvA dat het beeld herplaatst zou worden. Het staat daar waar de Nieuwe Achtergracht de Plantage Muidergracht instroomt. In mei 2020 is het beeld professioneel gerestaureerd.